# セロジネ・トメントサ
セロジネ・トメントサ Coelogyne tomentosa Lindley, 1854. はラン科植物の1つ。長い花茎を垂れ下がらせ、多数の花をつける。長らくマサンゲアナ C. massangeana の名で通ってきた。

## 特徴
多年生の草本で着生植物。根は太さが2～5mm。匍匐茎は短く、匍匐茎につく鱗片はすぐに乾燥する。花茎を出す芽の鱗片は長さ2.5～4cm。鱗片は短くて幅広く、緩く、あるいは多少密に瓦状に折り重なり、その先端は三角形をしている。偽鱗茎は互いに寄り集まり、長楕円形で僅かに変圧し、高さ4～15cm、浅い溝があり、乾燥時には楯溝が深くなる。葉は草質で葉柄は6～17cmほど、葉身は卵形から長楕円形、長さ13.5～70cm、幅2.5-10cmで、先端は突き出して尖るか、急に尖る。はっきりした葉脈は5～7本ある。
原産地での開花期は年間を通して続き、中でも3月から10月が多い。栽培下の日本では春から夏にかけてである。花茎は当初は鱗状の鱗片に完全に覆われている。花茎は垂れ下がって真っ直ぐに伸びるか、あるいは多少ともジグザグに折れ曲がり、長さは28～55cmに達する。花の間隔は15～30mm程度で、全体で10～30個の花をつける。花序につく苞葉は長円形で先端は鈍く尖って長さ14～40mm、幅12～22mm、基部の1～4枚はその内側に花をつけない。花は平らに広がって咲き、花被と子房と、それに小花柄までが苞葉から顔を出す。小花柄は長さ20～38mm、太さ1～2mm、子房は長さ6～10mm、幅2～3mmで全体にまばらに、あるいは密に毛がある。中萼片は楕円形、時に狭楕円形で長さ20～42mm、幅7.5～11mm、縁は若干内側に曲がり、先端は尖る。脈は9～11本あって主脈ははっきり確認できない。側萼片は楕円形、あるいは時に狭楕円形で、多少とも対称が崩れた形となっており、長さ23～40mm、幅7～11mm、先端は尖っている。脈は7～9本あり、主脈は下寄りで丸く隆起するか厚い板状の稜になって突き出す。側花弁はほぼ真っ直ぐで狭楕円形から倒披針形で長さ24～39mm、幅4～8mm、先端は尖るか細く尖る。脈は5～7本で主脈はある程度はっきり見える。唇弁は三片に分かれ、広げるとその輪郭は楕円形になっていて長さは21～31mm。下唇はやや狭くなって繋がっており、その基部は嚢状とはなっておらず、広げるとその輪郭は楕円形から横長の楕円形となっていて長さ15～23.5mm、幅14～23mm。側面の突出部は大きく、前面は丸くなっており、多少とも反り返る。稜は3本あり、ある程度幅広くて板状になっており、唇弁の基部近くでは真っ直ぐで、次第に少し膨らみ、また歯状の凹凸があり、その横側のものは高さが1～2.5mmで、中程に向かって次第に、あるいはやや急に高さ0.5～1mmにまで下がり、そこでは1ないし2列の鋭い筋があり、前の面では横に突っ切る形の隆起、あるいは条がある。上唇は中央が突き出し、その輪郭は横長の楕円形からほとんど円形まで、時としてさじ型で多少とも短くて幅広いかぎ爪状の突起を伴い、5～11×5～13.5mm。その縁は多少とも不規則な形になっていて反り返り、先端は小さく突き出すか鈍くなっており、時には三角に尖っている。蕊柱は前向きに曲がり、平らにするとさじ型で15～20×6～9mm。先端は幅広く、中程でもっとも幅広くなって、基部に向けて次第に狭くなる。
学名の種小名は子房がビロード状に毛で覆われている (Tomentose) ことによる。

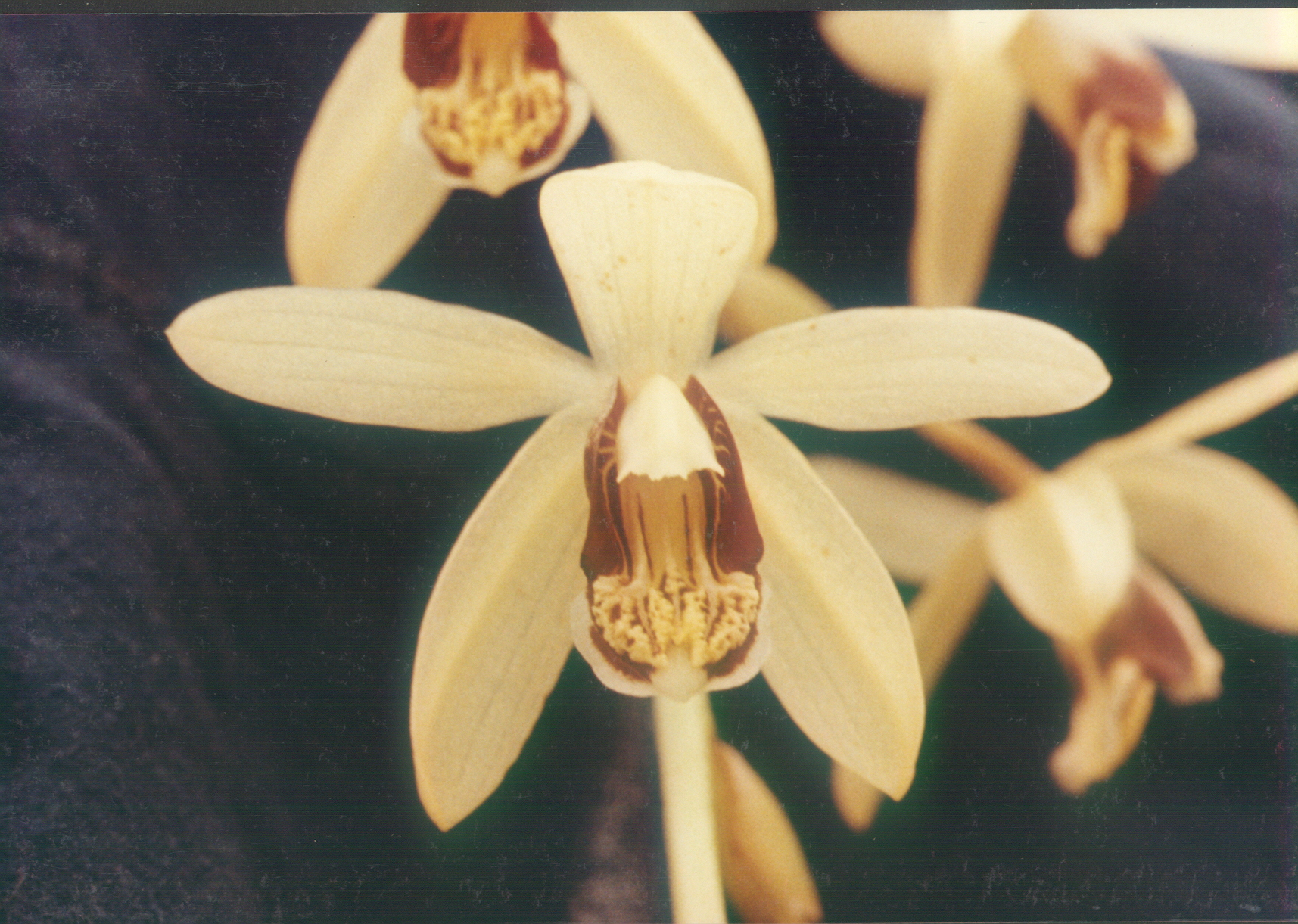
花の正面像
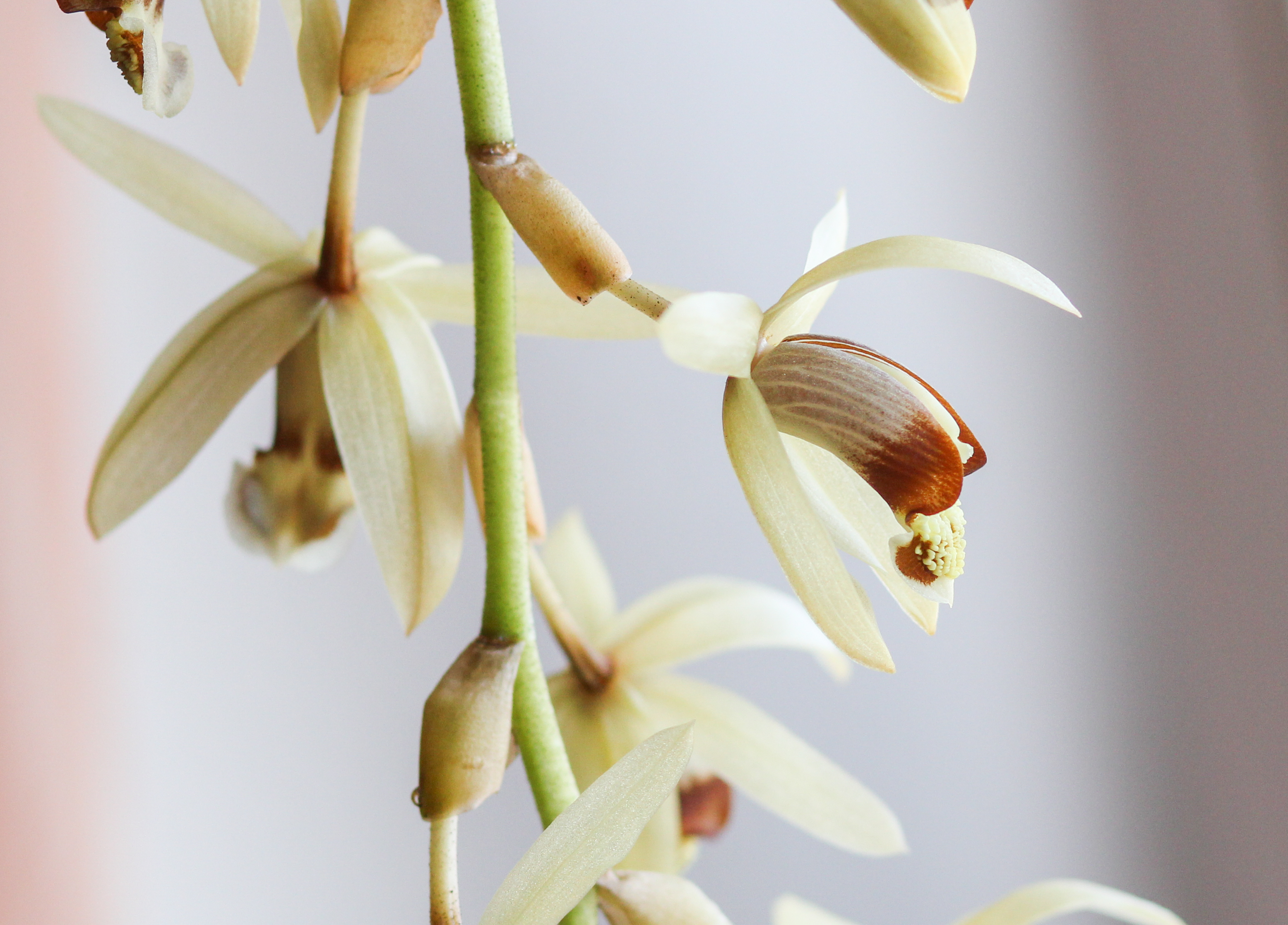
花の側面像
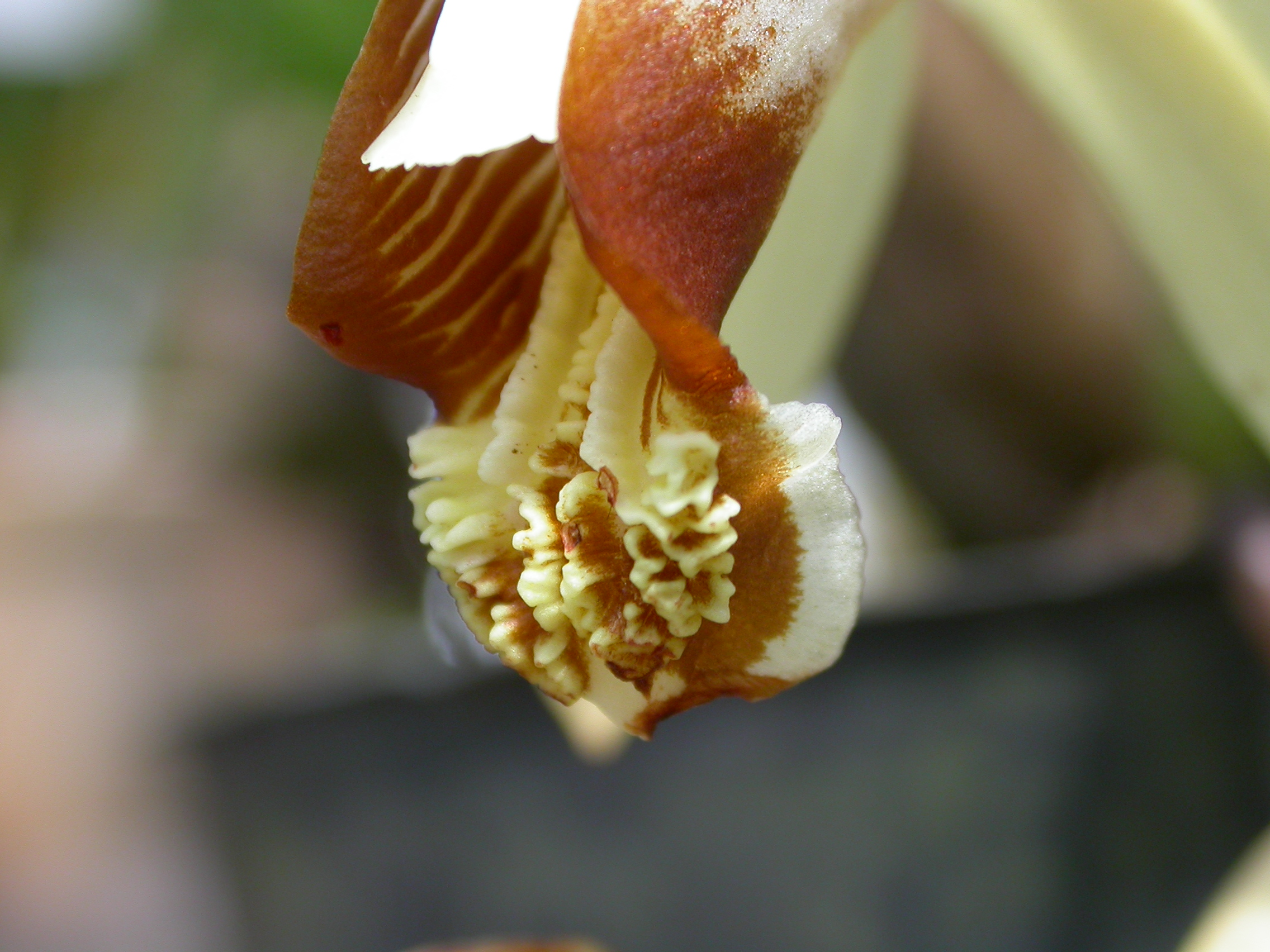
唇弁の拡大像

### 学名の混乱に関して
本種は後述のように比較的広く栽培されてきたもので、その際には長らくマサンゲアナ C. massangeana の名で流通してきた。これは Lindley が本種を1854年に記載した際の記載がごく簡素なもので、幾つかの重要な特徴が指摘されていなかったことに依る。そのために後の研究者がそれを新しい種であると判断し、1878年に Reichenback f. が本種を C. massangeana の名で記載し、これが広まったものである。

## 分布と生育環境
分布についてはVogel(1992)はマレー半島とジャワの標本しか確認しておらず、スマトラ島からは見つかっていないし、インドからも知られているとの話はあるが、確認は取れていない、としている。なお土橋(1992)には C. massangeana の名の下であるがその分布域をヒマラヤ、ミャンマー、タイ、中国としている。
生育地についてはVogel(1992)は山地性の森林であるとし、その標高は1500～2100mにわたり、普通は常緑樹林で見られ、時に開けた森林にも見つかり、そのような森で大木の幹や太い枝に着生し、または険しくそびえ立つ石灰岩の岸壁に着生しているものも見られる、としている。

## 類似種など
本種と特によく似ているのがセロジネ・デヤナ C. dayana で、全体によく似ているがこの種の方がやや大きく、花茎は長さ1mに達する場合がある。明確な違いは本種の花茎が特別な枝として偽鱗茎の基部から出るのに対してこの種では若葉が展開している間にその葉の間から出ること、唇弁の隆起が2本である点である。

## 利用
洋ランとして栽培されることがある。栽培容易な強健種としても古くから知られている。Vogel(1992)も本種を『よく知られ、広く栽培されている種 (well-known and widely cultivated species)』と呼び、その学名を知られていないものに変えざるをえない、ということを残念がっている。
ただし本種そのものよりは交配親としての方が有名で、本種とセロジネ・クリスタータ C. cristata の交配品であるセロジネ・インテルメディアの方が遙かに普及しており、世間一般には単にセロジネというとこの交配種のことを指すのが普通である。